# Takakusu Junjirō

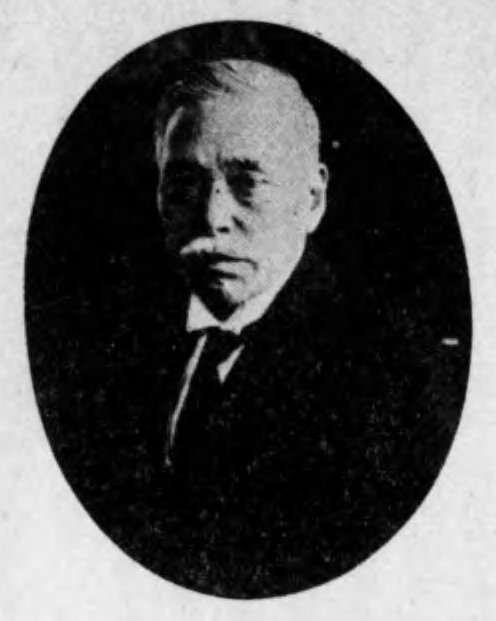
Takakusu Junjirō

Takakusu Junjirō (japanisch 高楠 順次郎; geboren 29. Juni 1866 in Kagari, Mitsugi-gun (heute: Mihara), Präfektur Hiroshima; gestorben 28. Juni 1945), der oft unter dem Prenonym J. Takakusu publizierte, war ein japanischer Buddhologe.

## Leben und Wirken
Takakusu Junjirō machte seinen Abschluss an der Ryūkoku-Universität. 1890 ging er nach England und studierte in Oxford Indische Religion und Philosophie sowie Sanskrit unter dem deutschen Gelehrten Friedrich Max Müller. Zurück in Tōkyō unterrichtete er an der Kaiserlichen Universität Tokio Sanskrit-Literatur. Er versammelte um sich eine Gruppe von Buddhismus-Gelehrten und verwandte seine ganze Kraft und seine Mittel darauf, eine Serie von Übersetzungen buddhistischer Literatur und von original indischen Dokumenten zu publizieren.
Takakusu war Leiter der Fremdsprachenschule Tokio (heute Fremdsprachen-Universität Tokyo) und Rektor der Tōyō-Universität.
1932 wurde Takaksu für die Herausgabe und Redaktion der Taishō Shinshū Daizōkyō mit dem Asahi-Preis geehrt und 1944 mit dem Kulturorden ausgezeichnet.

## Werke
- The Amitâyur dhyâna-sûtra, trans J. Takakusu, in Buddhist Mahâyâna Texts, Part 2, published in Sacred Books of the East, vol. 49, pp. 161–201, Oxford University Press, 1894.
- A Record of the Buddhist Religion as Practised in India and the Malay Archipelago, London: Clarendon Press, 1896.
- Dai Nihon Bukkyō zensho, ed. Takakusu Junjirō et al., 150 volumes, Tokyo: Dai Nihon Bukkyō zensho kankōkai, 1913–1921. (Re-edited, 100 volumes, Suzuki gakujutsu zaidan, Tokyo: Kōdansha, 1970–1973.)
- Taishō shinshū Daizōkyō 大正新脩大蔵経, Takakusu Junjirō, Watanabe Kaigyoku. 100 volumes, Tokyo: Taisho Issaikyo Kankokai, 1924–1934.
- The Essentials of Buddhist Philosophy, ed. Wing-tsit Chan and Charles Moors. Greenwood Press, Westport, CT. 1976
- Junjirô Takakusu: Grundzüge buddhistischer Philosophie (übersetzt von Julian Braun). Frankfurt: Angkor Verlag 2013, ISBN 978-3-943839-23-4